# Eljai
Eljai är artistnamnet på reggaesångaren Lloyd Carlton McFarlane Jr född i Belize City, Belize i slutet av 1960-talet, dvs ett par år innan artister som Bob Marley, Peter Tosh, Jimmy Cliff och Burning Spear började sprida reggaemusiken över världen. Han är även känd under artistnamnet Junior Rankin.
När han var i tonåren flyttade familjen till Los Angeles, där han blev ledsångare i det kaliforniska bandet Dominators.
År 1989 släppte han EP-skivan "Give your Loving To Me", i Belize, en låt som omedelbart blev listetta i det lilla centralamerikanska engelskspråkiga landet, och som samtidigt gjorde honom till landets störste artist. I början av 1990-talet bildade han gruppen Belize tillsammans med bröderna Carl och Delly McGregor. Belize släppte ett album och fick 1993 kontrakt med Warner Brothers, för vilka de skrev och spelade in musiktemat "I'm Looking out for You" till polisdokumentärserien The Real Stories Of The Highway Patrol, som sändes mellan 1993 och 1999.
Eljai kom efter några års skymundan tillbaka som soloartist år 2006 med albumet 2006 Da Rebirth. Han kan betecknas som huvudsakligen en roots-artist med vissa dancehall-influenser. Hans nyare sånger vilar på en rastafariansk grund. Låten "Blessed" som han gjorde tillsammans med den jamaicanske dancehallstjärnan Capleton hör till dem som uppmärksammades, liksom balladen "If Only Song" som han spelade in tillsammans med Wyclef Jean till stöd för jordbävningsoffren i Haiti år 2010.

## Diskografi
- 2006 – Da Rebirth  - Jah Mix Entertainment